# Ханлін
Ханлін (бірм. ဟန်လင်, III ст. до н. е. — 832) — одна з перших держав на території М'янми, 3-й гегемон міст-держав п'ю.

## Історія
Становлення міста, а потім держави пов'язана з історією народу п'ю, який мешкав в цій місцевості з кін. II ст. до н.е. Археологічні знахідки вказують на те, що поселення існувало в цій місцевості з бронзового віку. Воно напевне сформувалося навколо гарячих джерел. Ханлін було засновано близько III ст. до н. е. Ззанала впливу держав з Магадги, насамперед імперії Гуптів. Також звідки поширився буддизм, що став основною релігією населення.
Найбільшого піднесення держава набула у II—VI ст., замінивши у V ст. серед гегемонів іншу державу Бейктхано. В середині VII ст. поступилася впливом Шрикшетрі, яка зуміла об'єднати усі міста-держави п'ю в своєрідний союз. Ханлін був зруйнований військами держави Наньчжао в 832 році.

## Опис
Місто мало розміри 3×1,5 км, було оточене цегляною стіною, з 12 брамами та захисним ровом. Всередині міського комплексу знаходився обгороджений стінами палацовий комплекс.
Під час розкопок (у 1904—1905, 1929—1930, 1962—1967 та 1963—2012 роках) було знайдено 33 кургани, де виявлено палаци, фортці, кремації, виробничі ділянки, рештки буддійських ступ, стіни різних розмірів, водогосподарські споруди, численні урни, деякі написи та статуї, срібні монети, золоті прикраси. Вуглецеве датування деяких із найдавніших могил показує, що їм майже 5000 років.
Залишків архітектури знайдено небагато, що пов'язано з тим, що основним будівельним матеріалом було дерево. Археологи припускають, що Ханлінь був найбільшим містом п'ю у VI—VII ст. Особливий інтерес представляє знахідка на місці розкопок, позначеному HL-22, де три набори стоячих кам'яних плит, датованих 2 роком, свідчать про мегалітичну культуру.
Сьогодні невеличке село, яке відоме своїми гарячими джерелами та археологічними пам'ятками. У травні 2014 року разом з іншими містами-державами П'ю увійшло до Списку об'єктів всесвітньої спадщини ЮНЕСКО  в Південно-Східній Азії.

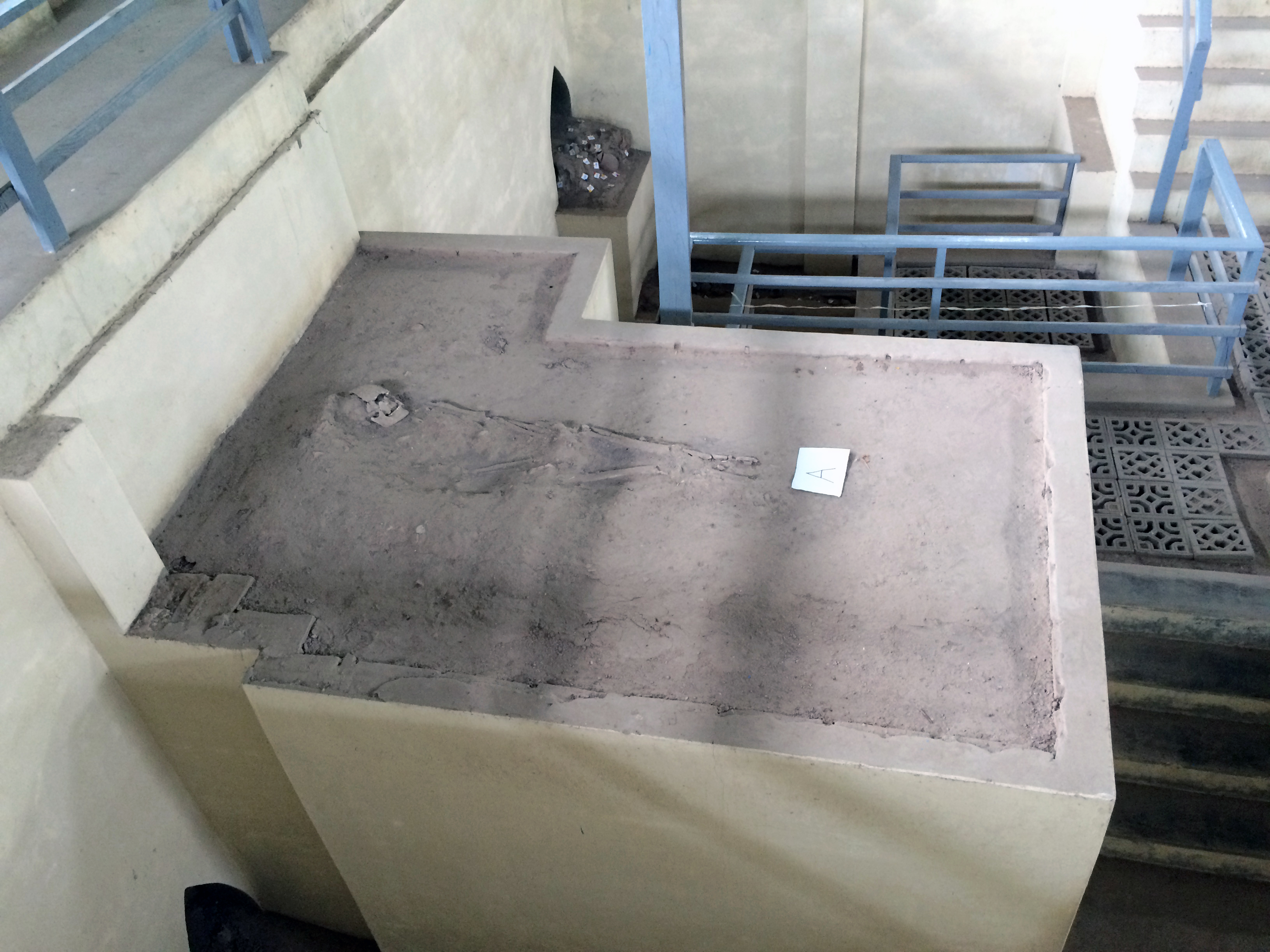
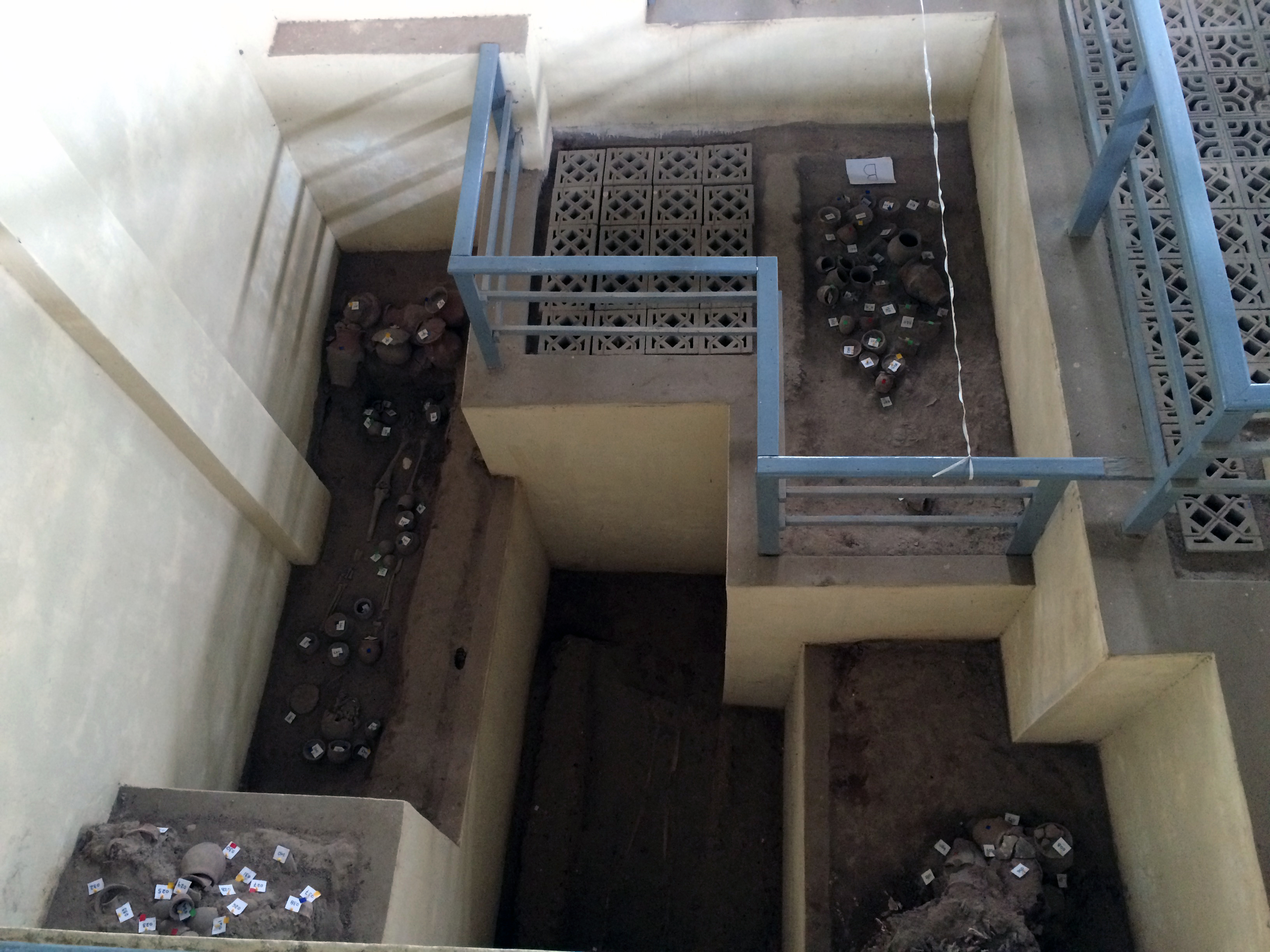
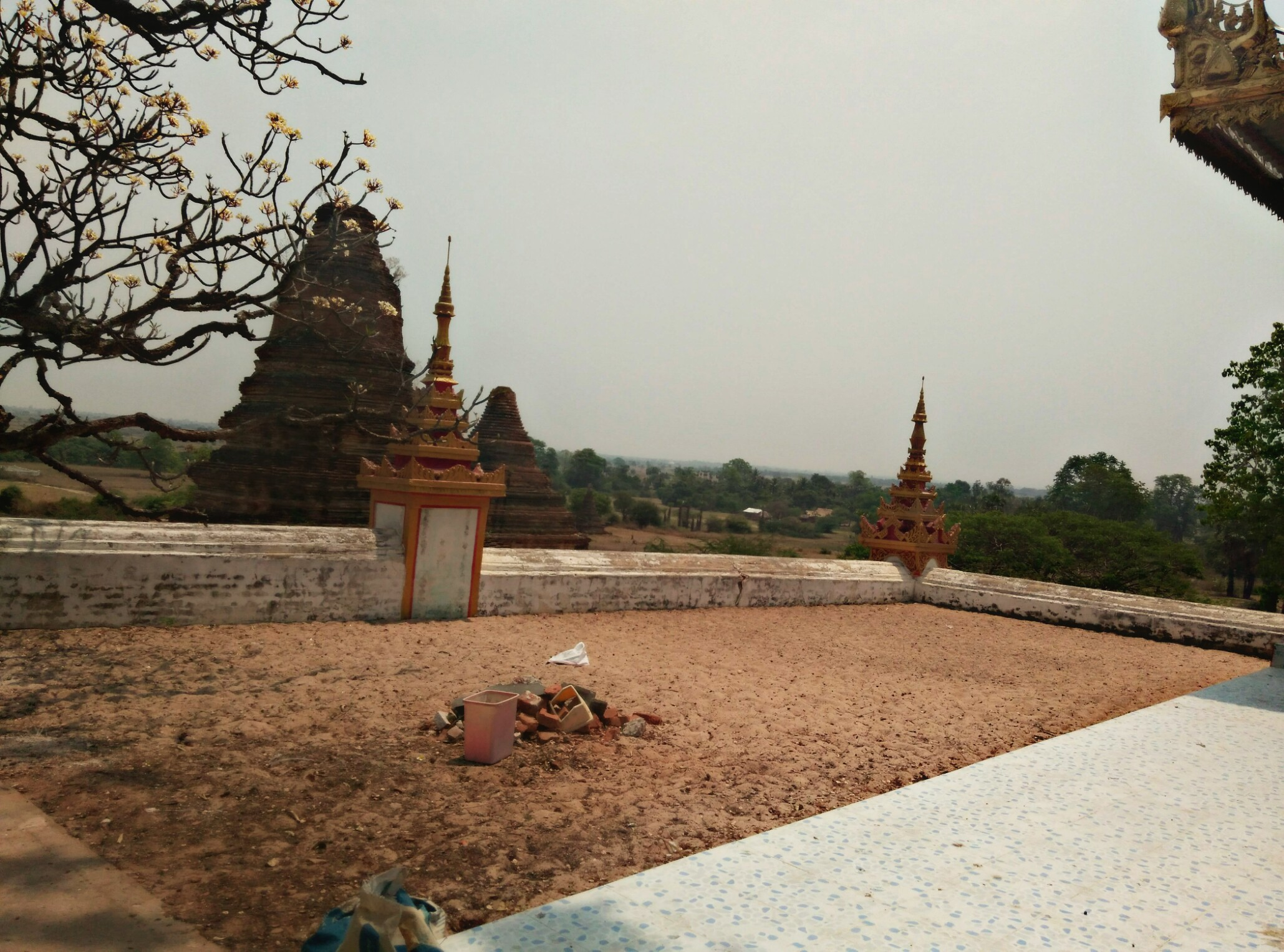

## Територія
Розташовано на 16 км від річки Іраваді та 27 км від річки Му, біля сучасного містечка Вотлет округу Швебо області Сікайн.

## Устрій
Про державний і соціальний устрій відомо небагато. Китайські джерела повідомляють, що п'ю управляються царями, які носять індійський титул махараджа. З них за написами відомі правителі Шрі Тривіграма і Руба.

## Економіка

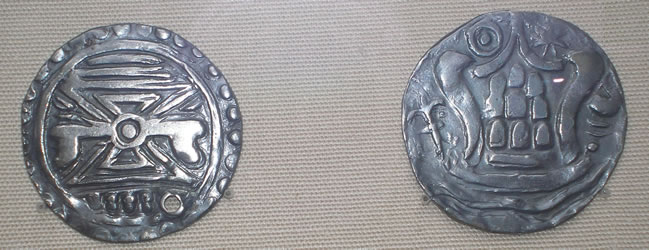
Срібні монети Ханлін

П'ю навчилися використовувати високий щорічний паводок річки, утримувати воду земляними валами і регулювати її подачу для поливу полів вже після спаду повені. Нова технологія регулювання паводкових вод дала можливість освоєння нових територій під культуру рису, сприяючи переходу до сусідської громади і створенню держави. Наявність власних монет свідчила вже про розвиток зовнішньої торгівлі, основними напрямками якої були держави Індостану і Наньчжао, можливо Тибет.

## Культура

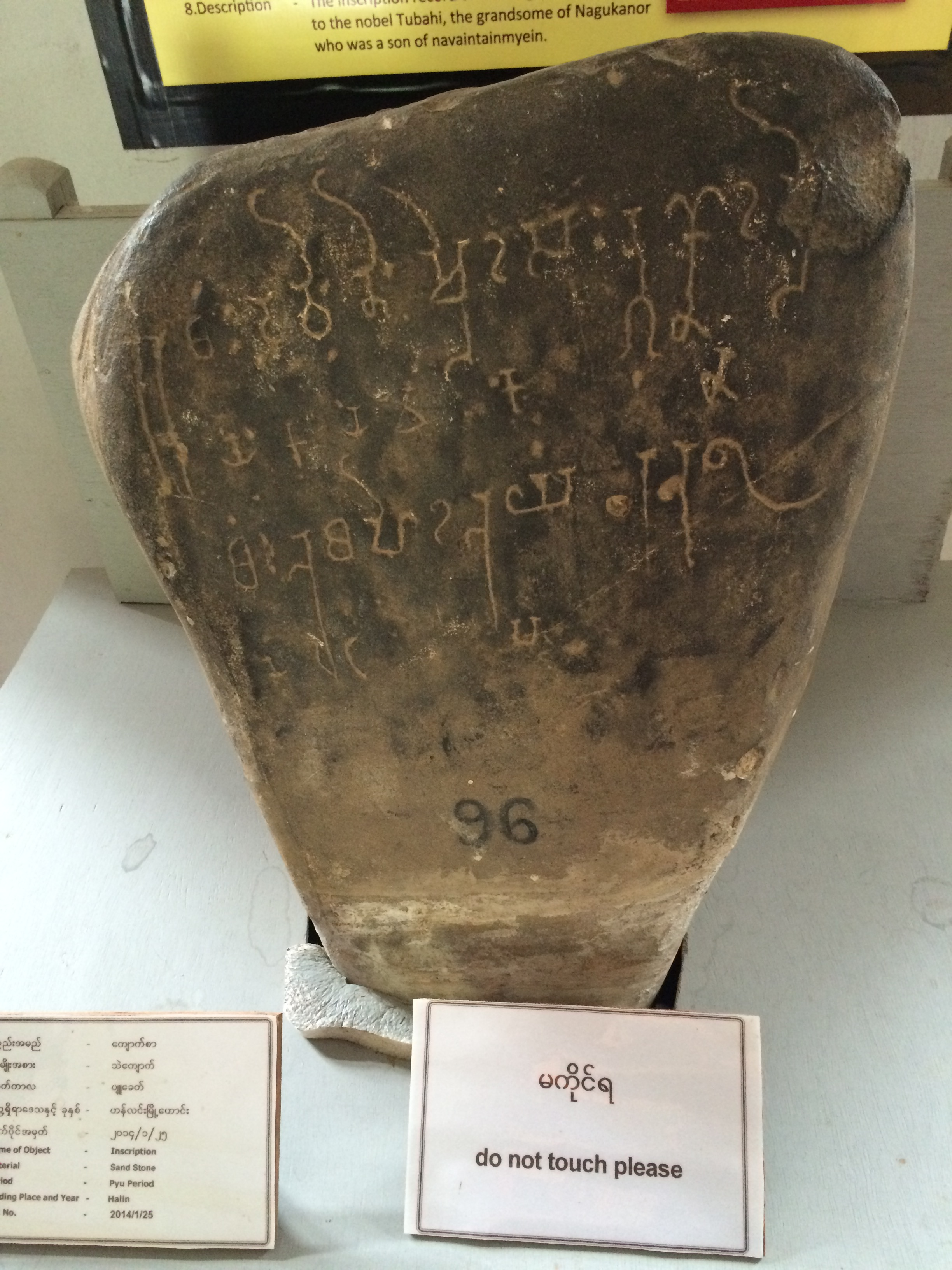
Напис на камені з прикладом абетки п'ю

Основою був буддизм школи сарвастівада. Але також зберігалися місцеві поганські та індуїстські традиції. Археологічні знахідки свідчать, що було створено абетку п'ю на основі санскриту і протобірманської мови.